# Federal Court of Australia

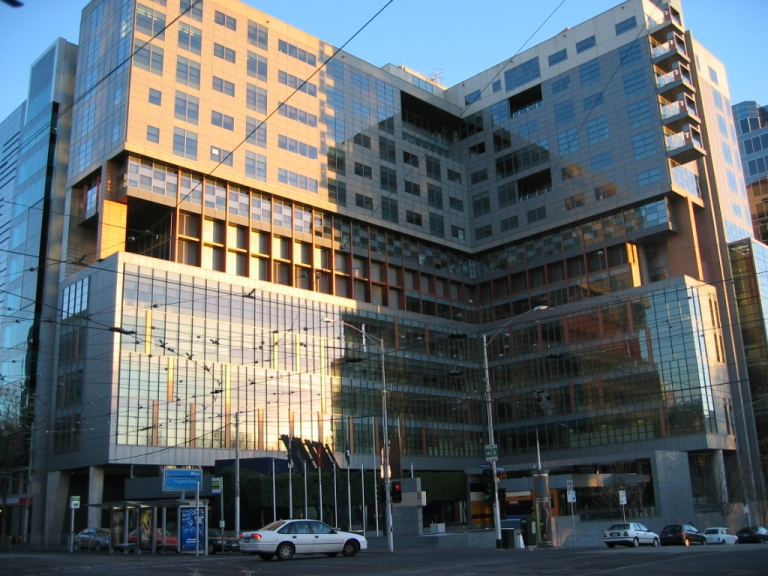
Das Gebäude des Federal Court in Melbourne, Ecke La Trobe Street und William Street, in dem sich auch der High Court of Australia und der Federal Magistrates Court befindet

Der Federal Court of Australia ist ein Höchstgericht Australiens; ein Bundesgerichtshof, der für gerichtliche Auseinandersetzungen von zivilem und Landesrecht der jeweiligen Bundesländern zuständig ist. Die Zuständigkeit umfasst – neben zivilrechtlichen Angelegenheiten – auch Teile des Familienrechts und des Strafrechts sowie die Landrechtstitel der Aborigines. Er wurde durch den Federal Court of Australia Act 1976 errichtet.
Rechtsfälle werden in erster Instanz vor einem Richter verhandelt. Einsprüche gegen erstinstanzliche Urteile werden vor dem so genannten Full Court verhandelt, der aus drei Richtern besteht, und Berufungsverhandlungen werden vom High Court of Australia entschieden.
Der Federal Court of Australia teilt sich in zwei Divisionen auf, in die General Division und in die Fair Work Division. Seine Nebenstellen befinden sich in allen Hauptstädten der Bundesländer Australiens und von Zeit zu Zeit auch an anderen Orten.
Der Federal Court of Australia führt darüber hinaus Register und Tribunals (deutsch: Strafgerichte): Die Strafgerichte sind das Australian Competition Tribunal, Copyright Tribunal of Australia und das Defence Force Discipline Appeal Tribunal. Die Registrierung australischer Gewerkschaften nimmt der Gerichtshof Industrial Relations Court of Australia vor, diese werden derzeit dort verwaltet, bis dieser Gerichtshof komplett errichtet ist.